# Antoni Madziara
Antoni Madziara (ur. 6 czerwca 1856 w Lublicy, zm. 5 sierpnia 1925 w Krakowie) – tytularny generał dywizji Wojska Polskiego.

## Życiorys
Urodził się 6 czerwca 1856 roku w Lublicy, w ówczesnym powiecie jasielskim Królestwa Galicji i Lodomerii, w rodzinie Michała i Katarzyna z Dąbrowskich. Ukończył studia na Wydziale Inżynierii Lądowej Wyższej Szkoły Technicznej w Wiedniu. Do c. i k. Armii wstąpił w 1881 roku i otrzymał stopień podporucznika. Karierę wojskową rozpoczynał w 13 Galicyjskim Regimencie Piechoty Graf Huyn. W maju 1905 awansowany do stopnia majora i przeniesiony do 77 Pułku Piechoty. Służąc w jego szeregach został mianowany podpułkownikiem. Od 9 kwietnia 1913 roku do 27 kwietnia 1915 roku dowodził 56 Galicyjskim Pułkiem Piechoty. Brał udział w I wojnie światowej, na froncie rosyjskim, w tym w bitwie pod Gorlicami. Po awansie na stopień generała majora 12 września 1915 roku piastował m.in. stanowisko komendanta Lublina i powiatu lubelskiego, generalnego inspektora guberni radomskiej i piotrkowskiej, a od października 1916 roku komendanta wojskowego Przemyśla. 1 grudnia 1917 roku został przeniesiony w stan spoczynku.
4 listopada 1918 roku generał Bolesław Roja wyznaczył go na stanowisko komendanta miasta Krakowa. Po wybuchu wojny polsko-ukraińskiej wyruszył na odsiecz Lwowa. Od 28 lipca 1919 roku dowódca Okręgu Etapowego Lwów. Od 1 marca 1920 roku w Oficerskiej Stacji Zbornej w Krakowie. Z dniem 1 kwietnia 1921 roku przeniesiony został w stan spoczynku w stopniu generała podporucznika. 26 października 1923 Prezydent RP Stanisław Wojciechowski zatwierdził go w stopniu tytularnego generała dywizji. Był kawalerem. Mieszkał w Krakowie, gdzie zmarł. Pochowany na cmentarzu Rakowickim.

## Odznaczenia[9]
- Kawaler Orderu Korony Żelaznej III Klasy z dekoracją wojenną
- Krzyż Zasługi Wojskowej
- Brązowy Medal Zasługi Wojskowej na czerwonej wstędze
- Odznaka za Służbę Wojskową III Klasy
- Medal Jubileuszowy Pamiątkowy dla Sił Zbrojnych i Żandarmerii
- Krzyż Jubileuszowy Wojskowy
- Krzyż Pamiątkowy Mobilizacji 1912–1913